# Книга Притчи Соломонови
Книга Притчи Соломонови (на иврит: מִשְלֵי Mishlay) е книга от Стария завет на Библията.
Книгата „Притчи Соломонови“ се отнася към Поетическите книги на Библията. Това е книгата на мъдростта на Израелския народ. Соломон е главният автор на мъдростите и пословиците в книгата, поради което и тя носи неговото име. Староеврейската дума, преведена като „притча“, означава и „иносказание“ (Ис.14:4), „беседа“ (Чис.23.7) и „гатанка“ (Ез.17.2).
Притчите общо са 560 на брой. От тях 66 говорят за глупците, 215 представляват заповеди, 120 – обещания, 27 – благословения, 24 – тайни на живота и 17 – добрите неща.
Общият брой на пословиците, изречени от Соломон е 3000. Така например, главите от 10 до 22 са писани от Соломон, 23, 24 и 34 от мъдреци, от 25 до 29 отново от Соломон и главите 30 и 31 от Агура и Лемуил.
Според въведението (1:1 – 7), книгата „Притчи Соломонови“ е написана, за да даде „остроумие на простия, знание и разсъждение на младия“ (1:4) и да направи мъдрия по мъдър (1:5). Повечето притчи са кратки и сбити житейски мъдрости и истини. Характерна черта на притчите е използването на образен език.
„Притчи Соломонови“ се дели на следните части:
- Съвета на мъдростта – от 1 до 9 глави (към синовете – от 1:1 до 7:27, възхвала на мъдростта – от 8:1 до 9:18)
 Стиховете от 8:22 – 36 не са нищо друго, а посочване на вечния Божи Син, Исус Христос.
- Изводите на мъдростта – от 10 до 31 глави (безумието на беззаконния и мъдростта на праведния – от 10:1 до 19:29, предупреждения и наставления – от 20 до 31 глави)